# Lätjärnen, Dalarna
Lätjärnen är en sjö i Smedjebackens kommun i Dalarna och ingår i Norrströms huvudavrinningsområde. Sjön har en area på 0,0609 kvadratkilometer och ligger 111,1 meter över havet.

## Delavrinningsområde
Lätjärnen ingår i det delavrinningsområde (666008-149250) som SMHI kallar för Mynnar i Södra Barken. Medelhöjden är 136 meter över havet och ytan är 18,31 kvadratkilometer. Räknas de 2 avrinningsområdena uppströms in blir den ackumulerade arean 34,66 kvadratkilometer. Vattendraget som avvattnar avrinningsområdet har biflödesordning 4, vilket innebär att vattnet flödar genom totalt 4 vattendrag innan det når havet efter 220 kilometer. Avrinningsområdet består mestadels av skog (70 procent). Avrinningsområdet har 1,81 kvadratkilometer vattenytor vilket ger det en sjöprocent på 9,9 procent. Bebyggelsen i området täcker en yta av 0,32 kvadratkilometer eller 2 procent av avrinningsområdet.